# UCI America Tour 2022
De UCI Europe Tour 2022 is de achttiende editie van de UCI America Tour, een van de vijf continentale circuits op de wielerkalender 2022 van de UCI.
Dit is een overzichtspagina met klassementen, ploegen en de winnaars van de belangrijkste UCI America Tour wedstrijden in 2022. Het seizoen begon op 31 oktober 2021 en eindigde op 16 oktober.

## Uitslagen belangrijkste wedstrijden
In deze lijst zijn opgenomen: alle wedstrijden van de UCI America Tour-kalender van de categorieën 1.HC, 1.1, 1.2, 2.HC, 2.1 en 2.2.

### Oktober 2021
| Datum           | Wedstrijd                  | Categorie | Winnaar     | Etappewinnaars\ |
| --------------- | -------------------------- | --------- | ----------- | --- |
| 31 - 7 november | Ronde van Venezuela (2021) | 2.2       | Jorge Abreu | \| 1 \| Luis Gómez \| \| 2 \| Cesar Sanabria \| \| 3 \| Miguel Armando Ubeto \| \| 4 \| Luis Gómez \| \| 5 \| Xavier Antonio Quevedo \| \| 6 \| Cesar Sanabria \| \| 7 \| Luis Gómez \| \| 8 \| Xavier Nieves \| |
|                 |                            |           |             | |
| 1               | Luis Gómez                 |           |             | |
| 2               | Cesar Sanabria             |           |             | |
| 3               | Miguel Armando Ubeto       |           |             | |
| 4               | Luis Gómez                 |           |             | |
| 5               | Xavier Antonio Quevedo     |           |             | |
| 6               | Cesar Sanabria             |           |             | |
| 7               | Luis Gómez                 |           |             | |
| 8               | Xavier Nieves              |           |             | |

### December 2021
| Datum | Wedstrijd                | Categorie | Winnaar     | Etappewinnaars |
| ----- | ------------------------ | --------- | ----------- | --- |
| 8-15  | Ronde van Ecuador (2021) | 2.2       | Wilson Haro | \| 1 \| Jean-Michel Lachance \| \| 2 \| Matt Govero \| \| 3 \| Leonidas Sebastián Novoa \| \| 4 \| Santiago Montenegro \| \| 5 \| Lenin Javier Montenegro \| \| 6 \| Wilson Haro \| \| 7 \| Diego Montalvo \| \| 8 \| Bryan Raul Obando \| |
|       |                          |           |             | |
| 1     | Jean-Michel Lachance     |           |             | |
| 2     | Matt Govero              |           |             | |
| 3     | Leonidas Sebastián Novoa |           |             | |
| 4     | Santiago Montenegro      |           |             | |
| 5     | Lenin Javier Montenegro  |           |             | |
| 6     | Wilson Haro              |           |             | |
| 7     | Diego Montalvo           |           |             | |
| 8     | Bryan Raul Obando        |           |             | |

### Januari
| Datum | Wedstrijd                | Categorie | Winnaar       | Etappewinnaars |
| ----- | ------------------------ | --------- | ------------- | --- |
| 16-23 | Ronde van Táchira (2022) | 2.2       | Roniel Campos | \| 1 \| Johan Antonio Colon \| \| 2 \| Dušan Rajović \| \| 3 \| Xavier Antonio Quevedo \| \| 4 \| Marco Tulio Suesca \| \| 5 \| Eduin Becerra \| \| 6 \| Roniel Campos \| \| 7 \| José Alarcon \| \| 8 \| Didier Merchan \| |
|       |                          |           |               | |
| 1     | Johan Antonio Colon      |           |               | |
| 2     | Dušan Rajović            |           |               | |
| 3     | Xavier Antonio Quevedo   |           |               | |
| 4     | Marco Tulio Suesca       |           |               | |
| 5     | Eduin Becerra            |           |               | |
| 6     | Roniel Campos            |           |               | |
| 7     | José Alarcon             |           |               | |
| 8     | Didier Merchan           |           |               | |

### Februari
| Datum | Wedstrijd                          | Categorie | Winnaar               | Etappewinnaars |
| ----- | ---------------------------------- | --------- | --------------------- | --- |
| 9-13  | Ronde van Porvenir San Luis (2022) | 2.2       | German Nicolás Tivani | \| 1 \| Mauricio Quiroga \| \| 2 \| German Nicolás Tivani \| \| 3 \| Laureano Rosas \| \| 4 \| German Nicolás Tivani \| \| 5 \| Mauricio Quiroga \| |
|       |                                    |           |                       | |
| 1     | Mauricio Quiroga                   |           |                       | |
| 2     | German Nicolás Tivani              |           |                       | |
| 3     | Laureano Rosas                     |           |                       | |
| 4     | German Nicolás Tivani              |           |                       | |
| 5     | Mauricio Quiroga                   |           |                       | |

### April
| 1 | Lucas Manuel Gaday    |
| 2 | Sergio Fredes         |
| 3 | German Nicolás Tivani |
| 4 | Mauricio Quiroga      |
| 5 | German Nicolás Tivani |

| 1 | Torbjørn Andre Røed |
| 2 | Tyler Stites        |
| 3 | George Simpson      |
| 4 | Tyler Stites        |
| 5 | Eduardo Corte       |

### Mei
| Datum | Wedstrijd                    | Categorie | Winnaar         | Etappewinnaars                                                                                              |
| ----- | ---------------------------- | --------- | --------------- | --- |
| 19-22 | Joe Martin Stage Race (2022) | 2.2       | Jonathan Clarke | \| 1 \| Jonathan Clarke \| \| 2 \| Noah Granigan \| \| 3 \| Samuel Boardman \| \| 4 \| Bryan Steve Gómez \| |
|       |                              |           |                 | |
| 1     | Jonathan Clarke              |           |                 | |
| 2     | Noah Granigan                |           |                 | |
| 3     | Samuel Boardman              |           |                 | |
| 4     | Bryan Steve Gómez            |           |                 | |

### Juni
| Datum | Wedstrijd                 | Categorie | Winnaar      | Etappewinnaars |
| ----- | ------------------------- | --------- | ------------ | --- |
| 3-12  | Ronde van Colombia (2022) | 2.2       | Fabio Duarte | \| 1 \| Luis Carlos Chia \| \| 2 \| Nelson Andrés Soto \| \| 3 \| Luis Carlos Chia \| \| 4 \| Óscar Adalberto Quiroz \| \| 5 \| Fabio Duarte \| \| 6 \| Juan Sossa \| \| 7 \| Edgar Cadena \| \| 8 \| Aldemar Reyes \| \| 9 \| Robinson Chalapud \| \| 10 \| Rodrigo Contreras \| |
|       |                           |           |              | |
| 1     | Luis Carlos Chia          |           |              | |
| 2     | Nelson Andrés Soto        |           |              | |
| 3     | Luis Carlos Chia          |           |              | |
| 4     | Óscar Adalberto Quiroz    |           |              | |
| 5     | Fabio Duarte              |           |              | |
| 6     | Juan Sossa                |           |              | |
| 7     | Edgar Cadena              |           |              | |
| 8     | Aldemar Reyes             |           |              | |
| 9     | Robinson Chalapud         |           |              | |
| 10    | Rodrigo Contreras         |           |              | |

### Juli
| Datum | Wedstrijd                  | Categorie | Winnaar    | Etappewinnaars |
| ----- | -------------------------- | --------- | ---------- | --- |
| 24-31 | Ronde van Venezuela (2022) | 2.2       | Luis Gómez | \| 1 \| Stefano Gandin \| \| 2 \| Dušan Rajović \| \| 3 \| Luis Gómez \| \| 4 \| Cesar Sanabria \| \| 5 \| Victor Ocampo \| \| 6 \| Veljko Stojnic \| \| 7 \| Dušan Rajović \| \| 8 \| Stefano Gandin \| |
|       |                            |           |            | |
| 1     | Stefano Gandin             |           |            | |
| 2     | Dušan Rajović              |           |            | |
| 3     | Luis Gómez                 |           |            | |
| 4     | Cesar Sanabria             |           |            | |
| 5     | Victor Ocampo              |           |            | |
| 6     | Veljko Stojnic             |           |            | |
| 7     | Dušan Rajović              |           |            | |
| 8     | Stefano Gandin             |           |            | |

2005 · 
2006 · 
2007 · 
2008 · 
2009 · 
2010 · 
2011 · 
2012 · 
2013 ·
2014 ·
2015 ·
2016 ·
2017 · 
2018 ·
2019 ·
2020 ·
2021 ·
2022 ·
2023 ·
2024 ·
2025
Belangrijkste wedstrijden

Ronde van San Luis · Ronde van Californië · Ronde van Utah · USA Pro Challenge · Ronde van Alberta